# Kieselbronn
Kieselbronn est une commune de Bade-Wurtemberg (Allemagne), située dans l'arrondissement d'Enz, dans l'aire urbaine Nordschwarzwald, dans le district de Karlsruhe.

## Jumelages
- Bernin (France) depuis 1987
- Heyersdorf (Allemagne) depuis 1990